# Speerpuntspanner
De speerpuntspanner (Rheumaptera hastata) is een nachtvlinder uit de familie Geometridae (spanners). Wordt ook wel zwartopwitje genoemd.
De vlinder is overdag actief, vooral op warme zonnige dagen. De voorvleugellengte bedraagt tussen de 14 en 19 millimeter. De soort komt verspreid over het noordelijk deel van het Noordelijk halfrond voor. Hij overwintert als pop.

## Waardplanten
De speerpuntspanner heeft als waardplanten berk, wilde gagel en bosbes.

## Voorkomen in Nederland en België
De speerpuntspanner is in Nederland en België een zeldzame soort, die in België wat meer voorkomt dan in Nederland. De vlinder kent één generatie die vliegt eind april tot in augustus.